# 姜尚中
姜尚中（韓語：강상중；1950年8月12日—），日本名永野鐵男，知名在日韓國人學者、知識份子，研究範圍為政治學、政治思想史、亞洲地域主義和以日本帝國主義為中心的後殖民主義。

## 生平
1950年出生於熊本縣熊本市，就讀於熊本縣立濟黌高等學校，1974年畢業於早稻田大學政治經濟学部，1979年於早稻田大學取得政治学博士。其後到西德埃尔朗根-纽伦堡大学留學兩年，期間與留德工人相處的遭遇對他日後的研究帶來不少啟發。歸國後擔任明治學院大學講師、國際基督教大學準教授、東京大学社会情報研究所助理教授、東京大学大学院情報学環・学際情報学府教授，2010年升任東京大学大学院情報学環教授兼現代韓国研究中心所長。2013年从东京大学退职，就任圣学院大学教授，7月当选圣学院大学校长。2015年辞去圣学院大学校长职位。2018年就任镇西学院学院长，2021年就任镇西学院大学初代校长。

## 外部連結
- 姜尚中個人網頁（页面存档备份，存于）